# St-Étienne (Bargemon)

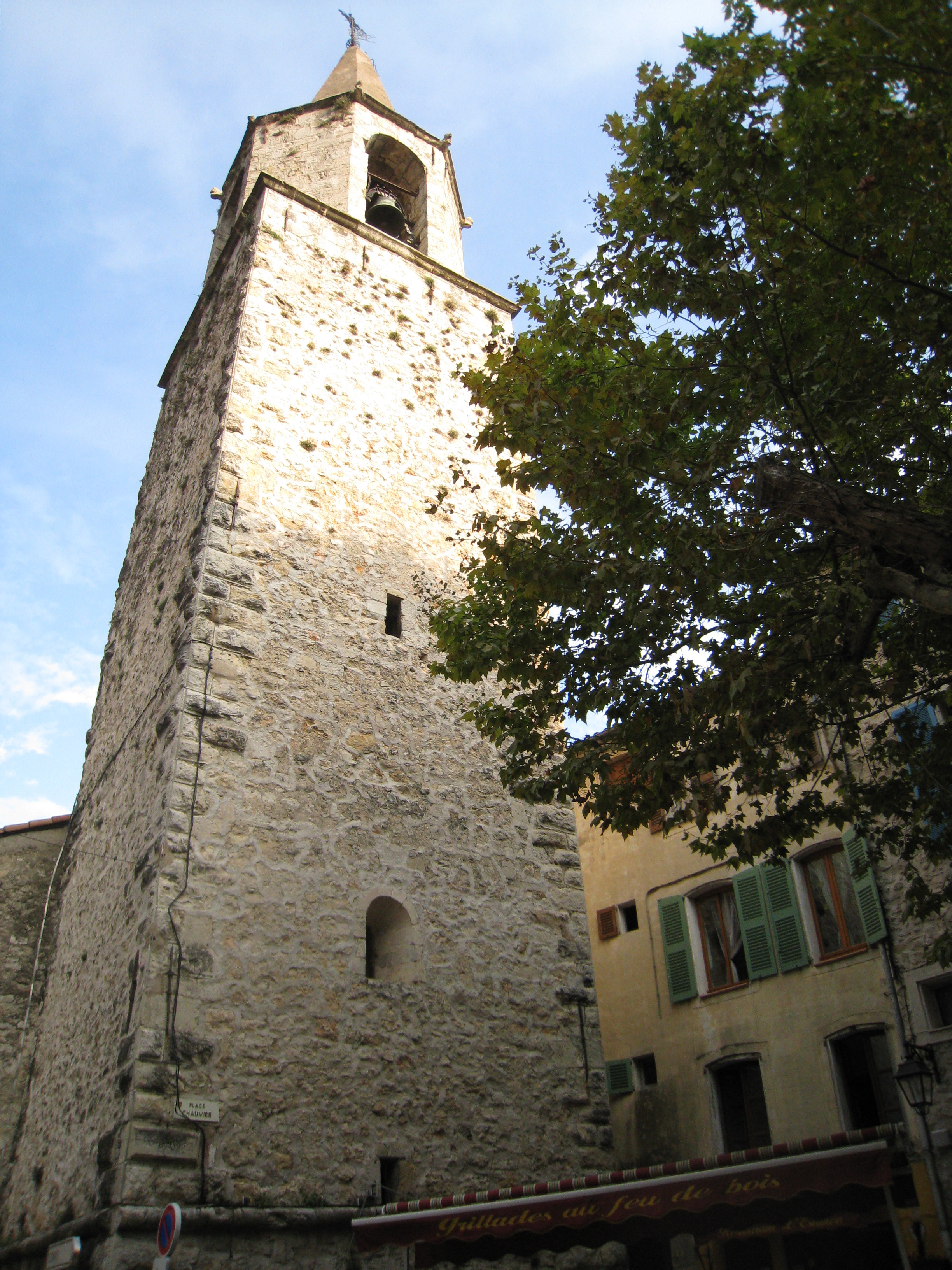
Saint-Étienne in Bargemon

Die Kirche Saint-Étienne ist die römisch-katholische Pfarrkirche von Bargemon im Département Var in Frankreich. Die Kirche gehört zum Bistum Fréjus-Toulon.

## Geschichte
Die Pfarrkirche Saint-Étienne wurde ab 1400 erbaut und 1427 eingeweiht. Die einschiffige vierjochige Kirche liegt in 463 m über Meereshöhe. Der heutige Glockenturm wurde 1662 an Stelle des 1642 eingestürzten Vorgängers errichtet. Er grenzt an ein altes Stadttor. Die Glocke stammt von 1937.

## Ausstattung
Die Kirche ist 36 m lang, 10 m breit und 13 m hoch. Sie hat ein Kreuzrippengewölbe. An beiden Seiten stehen zwischen Pilastern Altäre mit Altarbildern. Das Fassadenportal ist im gotischen Stil gehalten. Die Engelsköpfe des Hochaltars werden Schülern von Pierre Puget zugeschrieben.

## Heiligtum und Wallfahrtsort
Am 17. März 1635 war Bargemon Ort einer Marienerscheinung, die (im Auftrag von Bischof Barthélemy Camelin) 1640 von dem Augustiner-Discalceaten Bruder Raphaël erzählt wurde und bis zur Französischen Revolution als Wallfahrtsort lebendig blieb, dann jedoch in Vergessenheit geriet. Ab 2015 errichtete der seit 2012 in Bargemon tätige Pfarrer Philippe-Marie Métais Fontenel aufs Neue im Innern der Kirche Saint-Étienne auf der rechten Seite das Wallfahrtsheiligtum Notre-Dame de Bargemon. Es zieht derzeit jährlich 5000 Wallfahrer an. Seit 2023 wird der Wallfahrtsort zusätzlich von Franziskanern (Frères Notre-Dame-des-Douleurs) betreut.

## Weitere Kirchen in Bargemon
Die Kirche Saint-Étienne, die nicht als Monument historique eingetragen ist, ist nicht zu verwechseln mit der ehemaligen Kapelle Saint-Étienne, heute Musée-Galerie Honoré Camos. Gelegentlich kommt es auch zur Verwechslung mit der mittelalterlichen Kirche Notre-Dame de Favas, die seit 1972 als einziges Kirchengebäude Bargemons unter Denkmalschutz steht.